# Hereford United Football Club
Maillots
Hereford United Football Club est un ancien club de football anglais fondé en 1924. Le club, basé à Hereford, évoluait jusqu'à la saison 2013-2014 en Conference (cinquième division anglaise) après avoir été relégué de League Two à la fin de la saison 2011-2012. À la fin de la saison 2013-14 le club est expulsé du Conference, et entre dans la ligue Southern Football League Premier Division (D7). Cependant, le 19 décembre 2014 le club est dissous.
Le surnom donné aux pensionnaires du club (The Bulls) est dû, à la race bovine de la région : la Hereford.

## Histoire
Hereford United a été fondé en 1924 à la suite de la fusion de deux clubs locaux Martins Street et RAOC, avec l'intention de maintenir le football professionnel dans la ville de Hereford. Le club rejoint la Birmingham Combination et perd son premier match 2-3 contre Atherstone-Unis. Leur second match contre leurs futurs rivaux, les Kidderminster Harriers se solde par une défaite 2-7.
Le club passe onze saisons en Birmingham Combination, au cours de laquelle leur meilleure position est une place de quatrième. Fin des années 1930 le nombre de clubs dans la ligue avait diminué, ce qui avantagea les Bulls. Dans le même temps le club deviendra une société anonyme, mais ne jouera seulement que quelques matchs dans leur nouvelle ligue avant le déclenchement de la Seconde Guerre mondiale...
Quand le football reprit, Hereford terminera premier lors de leur première saison complète dans la ligue et ne sera, la saison suivante, rétrogradé qu'à la deuxième place, derrière Chelmsford City, qui recevra des points en plus pour les matchs contre les équipes forfaites. Entre 1927 et 1930 Hereford termine deuxième de sa ligue trois fois, et souleva la coupe trois fois aussi. Quand la ligue a été régionalisé pour une saison en 1958-1959, le club la remporta, ce qui ajouta une coupe au palmarès.
En 1966, les Bulls font signer John Charles, ancien joueur de Leeds United, de la Juventus et international gallois, ce qui renforce l'équipe. Il deviendra directeur un an plus tard et bâtira une équipe qui permettra de contester les plus grands clubs du sommet de la "Ligue du Sud".
La saison 1971-1972 a marqué un tournant car elle voit l'arrivée d'un deuxième club de la Ligue du Sud dans le but d'acquérir une notoriété nationale grâce à ses exploits en FA Cup. Charles quittera le club en octobre 1971 et son successeur, Colin Addison  héritera d'une équipe qui a battu Newcastle United et ses grands joueurs en FA Cup tel que: Dudley Tyler, Ronnie Radford et le buteur célèbre Ricky George ; ce qui valut au Bulls d'atteindre le quatrième tour contre West Ham United, où ils ont été défaits dans un replay à Upton Park. Le succès de cette course joue un rôle dans le couronnement du club en quatrième division, au détriment du Barrow FC, bien que Hereford était, à l'époque, plus soutenu que la plupart des clubs de cette division.
Le club entreprit une ascension fulgurante vers la deuxième division après avoir terminé second, lors de sa première saison en quatrième division et remporta le titre de troisième division en 1976. Dixie McNeil sera élu meilleur buteur. Mais Hereford ne passera qu'une saison en deuxième division avant de rapidement retomber en quatrième division.
Après cette période de succès, le club passa 19 ans dans la division inférieure, souffrant de problèmes financiers dans les années 1980 qui referont surface dans les années 1990. Le club connut de brefs succès en FA Cup, tenant le Arsenal FC en échec 1-1 en 1985, et perdant de justesse 1-0 face à Manchester United en 1990. Le premier trophée, depuis 14 ans, fut soulevé lorsque le club remporta la Coupe du pays de Galles dans la même saison. En ligue, le club finira généralement dans le ventre mou, terminant 17e en quatre saisons consécutives.
Graham Turner est nommé directeur pour le début de la saison 1995-1996 et réussit à mener l'équipe à la sixième place de League Two, s'assurant les Play-Offs. Cela bien que le club se trouvât en 17e position, deux mois auparavant. Cette remontée a été due en partie, à de nombreux buts de Steve White, Dixie McNeil, ce dernier terminant meilleur buteur. Hereford perd face au Darlington Football Club dès les demi-finales des play-offs. Pour couronner le tout, les problèmes financiers du club s'aggravent, et il perd des joueurs clés pour la saison 1996-1997. Après une bonne période, le club chutera et sera relégué dans la division inférieure avec Brighton & Hove.
Après avoir d'abord démissionné, Graham Turner continua d'aider le club, endetté pour un total de 1 000 000 dues à une société de développement qui contrôlait également le stade. Les Bulls passeront cinq saisons en Conference et verront peu de succès sur le terrain, ayant été obligés de vendre la plupart de leurs joueurs clés. Un avenir incertain planera donc, au-dessus de Edgar Street... 
Lors de la FA Cup 2001-2002, le club recevra un bonus financier venant de la BBC, qui diffusera le match du premier tour opposant le Wrexham FC à Hereford en direct. Turner déclara ensuite, que l'argent était indispensable à la survie du club.
Après avoir atteint son niveau le plus bas en Conference, l'été 2002 marqua un tournant car presque toute l'équipe a été changée. La majorité des nouvelles recrues a été libérée à la suite de l'effondrement de ITV Digital. Cette toute nouvelle équipe sera une sérieuse prétendante au titre qui, après une saison record en 2003-2004, finit comme finaliste de la Conference mais échouera en play-offs. La saison 2004-2005 verra un résultat malheureusement identique. Par chance, au bout de la saison 2005-2006 le club sera enfin promu en League Two, après avoir battu Halifax Town en finale des play-offs.
Le club retournera en Football League avec une situation financière nettement meilleure. En outre, l'équipe joue un football attrayant qui lui vaut le trophée du "plus beau jeu de football en Conférence".
En 2006-2007 Hereford commencera fort, mais une très mauvaise série en fin de saison, lui vaudra une chute en 16e position. Lors de l'exercice suivant, le club ne quittera pas le top cinq à partir de novembre 2007 et sera systématiquement installé dans les places de promotion automatique. En dépit de Stockport County, Hereford obtiendra la troisième place, sera automatiquement promu et évitera les play-offs en battant Brentford FC 3-0, à Griffin Park.
Les Bulls connaîtront beaucoup de difficultés sur les terrains pendant la saison 2008-2009 en League One, avec seulement 17 points pris pendant la première moitié de saison. Ils seront rarement placés en dehors de la zone de relégation tout au long de la saison avec seulement une 18e place, comme fauteuil le plus élevé... après le tout premier match. Une victoire 5-0 à domicile contre Oldham Athletic est un des seuls et bien rares, bons résultats. La relégation du club sera définitivement confirmée le 18 avril 2009.
Le club est dissous en décembre 2014 à la suite de problèmes financiers.
En mai 2015, un nouveau club est créé, Hereford Football Club, qui jouera à Edgar Street.

## Palmarès
- Championnat d'Angleterre de troisième division : (1)
  - Vainqueur : 1973

- Coupe du pays de Galles  (1)
  - Vainqueur : 1990
  - Finaliste : 1968, 1976 et 1981

## Anciens joueurs
- John Hendrie
- Tony Coton
- David Icke
- Darren Peacock

## Entraîneurs
- 1951-1952 :  Alex Massie